# نیان شاه‌محمدی
نیان شاه محمدی (زادهٔ ۸ تیر ۱۳۷۲ در ایران) تکواندوکار ایرانی است. او عضو تیم ملی و نایب قهرمان جهان در مسابقات قهرمانی جهان ۲۰۱۸ کره‌جنوبی و قهرمان کشور در مسابقات تکواندو آزاد جوانان و بزرگسالان دختر کشور در سال ۱۳۹۴ است.

## زندگی شخصی
نیان شاه محمدی ملی پوش و کاپیتان تیم تکواندوی استان کردستان از سال ۱۳۷۹ تکواندو را زیرنظر پدرش و در باشگاه ورزشی المپیک سقز آغاز کرده‌است. نیان شاه محمدی که سختی‌های ورزش برای زنان ایرانی را چاشنی موفقیت‌های خود می‌داند و می‌گوید با تمامی شرایط خوب و بد جنگیدم و برای رسیدن به این جایگاه واقعاً تلاش کردم. وی مدرک فوق‌لیسانس در رشتهٔ تغذیهٔ ورزشی را داراست.

## مسابقات
اولین حضور نیان شاه محمدی در ردهٔ سنی نوجوانان بود که سال ۱۳۷۹ اولین مدال طلای تاریخی را برای استان کردستان به اسم خود ثبت کرد. از سال ۸۷ به صورت مرتب در مسابقات کشوری، لیگ‌های کشور، اردوهای ملی، اردوی تمرینات مشترک با کشورهای دیگر حضور داشت و بیش از۳۰ مدال قهرمانی و نایب‌قهرمانی ایران و ۱۲ بار عنوان فنی‌ترین بازیکن کشور را در کارنامهٔ حرفه ای خود دارد. او همچنین طلای تیمی مسابقات جام فجر، حضور در مسابقات کسب سهمیه المپیک ۲۰۱۶ و ۲۰۲۰ و تورنمنت بلغارستان را در کارنامه خود دارد.

### مسابقات تکواندو آزاد کشور ۱۳۹۴
در مسابقات تکواندو آزاد جوانان و بزرگسالان دختر کشور ۱۳۹۴ شاه محمدی با غلبه برحریفان خود مقام قهرمانی وزن ۴۶ کیلوگرم بانوان کشور را کسب و به این ترتیب حضور خود در مسابقات آسیایی را تضمین کرد.

### مسابقات تکواندو قهرمانی جهان کره جنوبی ۲۰۱۸
شاه محمدی تکواندوکار با سابقه ایرانی نشان نقره بیست و ششمین دوره رقابت‌های جهانی تکواندو هان‌مادانگ ۲۰۱۸ کره‌جنوبی در رده سنی ۱۹ تا ۳۹ سال در بخش «سون‌نال سرعتی» را بر گردن آویخت.

### مسابقات بین‌المللی تکواندو اردن ۲۰۱۸
هفتمین دوره رقابت‌های تورنمنت بین‌المللی جام «الحسن» اردن از روز چهارم لغایت ششم مردادماه به میزبانی شهر امان این کشور برگزار شد. شاه محمدی نیز به نمایندگی از استان کردستان در قالب تیم «یاهو» در این رقابت حاضر شد و توانست در وزن یک نشان نقره را به خود اختصاص بدهد.

### مسابقات تکواندو آزاد کشور ۱۳۹۸
شاه محمدی در چهاردهمین دوره رقابت‌های آزاد هان‌مادانگ قهرمانی بانوان کشور که جهت انتخاب و حضور در رقابت‌های انتخابی تیم ملی اعزامی به مسابقات جهانی ۲۰۱۹ برگزار شد، نشان نقره و برنز رقابت‌های تکوادو بخش پال کیوک‌پا و شکستن اجسام در چند جهت را کسب کرد.

### مسابقات تکواندوی قهرمانی کارگران
مسابقات قهرمانی تکواندو کارگران و کارخانجات کشور در سال‌های ۱۴۰۰ و ۱۴۰۲ در دو بخش زنان و مردان به انجام رسید. در این دوره از مسابقات عنوان فنی‌ترین بازیکن در بخش بانوان و مدال طلا به نیان شاه محمدی رسید.

### مسابقات تکواندوی قهرمانی دانشجویان
شاه محمدی در سومین دوره مسابقات المپیاد فرهنگی ورزشی دانشجویان دختر ایران که شهریور ماه ۱۳۹۲ در تهران برگزار شد، توانست با بدست آوردن مقام اول این دوره از مسابقات، مدال طلا را به گردن آویزد.